# 等鰭側唇䲁
等鰭側唇䲁，為輻鰭魚綱鳚形目䲁科側唇䲁屬的一種，分布於西大西洋美國佛羅里達州南部和巴哈馬群島至南美洲北部，東大西洋喀麥隆與多哥海域，深度0至8公尺，本魚體延長，稍側扁，頭鈍短，頭頂無冠膜，鼻孔及上燕有觸鬚且分支，體色以褐色為底，頭部及身體具有橘色大小不一的斑塊，頭部的斑塊間有藍色紋路，背鰭硬棘12枚、背鰭軟條13-14枚、臀鰭硬棘2枚、臀鰭軟條15-16枚，體長可達7.5公分，棲息在紅樹林、樁基和岩石海岸水質混濁水域，以甲殼類、水螅、苔蘚蟲與鞘足動物為食，雌魚產附著性卵，雄魚有護卵行為，幼魚為浮游性，生活習性不明。